# Anton Andersen
Anton Kristian Andersen (ur. 7 września 1880 w Tvis, zm. 13 października 1971 w Vemb) – duński strzelec, olimpijczyk.
Wystartował w Letnich Igrzyskach Olimpijskich 1920 w przynajmniej 4 konkurencjach. Najwyższe miejsce osiągnął w drużynowym strzelaniu z karabinu dowolnego w trzech postawach z 300 m (5. pozycja).

## Wyniki

### Igrzyska olimpijskie
| Igrzyska       | Konkurencja                                     | Wynik                                         | Miejsce | Źródło |
| -------------- | ----------------------------------------------- | --------------------------------------------- | ------- | ------ |
| Antwerpia 1920 | Karabin dowolny, trzy postawy, 300 m            | 878 pkt. (285–301–292)                        | ?       | [ 2 ]  |
| Antwerpia 1920 | Karabin dowolny, trzy postawy, 300 m, drużynowo | 4644 pkt. (druż.) 878 pkt. ind. (285–301–292) | 5       | [ 1 ]  |
| Antwerpia 1920 | Karabin wojskowy leżąc, 300 m                   | NO                                            | NO      | [ 3 ]  |
| Antwerpia 1920 | Karabin wojskowy leżąc, 300 m, drużynowo        | 268 pkt. (druż.)                              | 13      | [ 4 ]  |